# Hi Fesili
Hi Fesili (ur. ?) – samoańska lekkoatletka, tyczkarka.

## Rekordy życiowe
- skok o tyczce – 1,50 (30 listopada 1998, Apia) rekord Samoa[1]